# Ugovor o savezu između SSSR-a, Velike Britanije i Irana
Ugovor o savezu između SSSR-a, Velike Britanije i Irana je sklopljen 29. siječnja 1942. 
Njime je uređeno da engleske i sovjetske postrojbe se povuku iz Irana u roku od šest mjeseca, nakon što rat bude okončan.
Obveze koje je ovaj ugovor nametnuo Iranu sastojale su se u tome što je isti morao po ugovoru dopustiti sovjetskim i britanskim snagama neograničenu uporabu, nadzor i održavanje ključnih prometnih objekata u državi, poglavito komunikacija, pristaništa i zračnih luka.